# 顏奕恆
顏奕恆（葡萄牙語：Ngan Iek Hang，1983年—－），澳門銀行從業員、社會活動人士，第七屆澳門立法會直選議員，現任中國銀行（澳門）營業中心聯席總經理，亦活躍於多個青年及地區組織，並曾任第六屆行政長官選舉委員會委員。

## 經歷
顏奕恆於1983年出生，具法學與管理學碩士學歷。畢業後長期從事銀行業務，現任中國銀行（澳門）營業中心聯席總經理。活躍於青年與社區事務，曾任澳門中銀青年協會監事長、澳門街坊會聯合總會副理事長、群力智庫中心副理事長與政協濟南市委員會委員。
2021年代表群力促進會參選第七屆澳門立法會，成功當選為直選議員。任期內積極參與金融、青年創業、跨境商務與公共管理等議題，並提出多項書面質詢，涵蓋智能賽事財務管理、中小企業扶持政策與智慧城市人才建設議案。
其身份亦包括第六屆行政長官選舉委員會議員代表，持續參與澳門公共政策諮詢與行政體制改革討論。